# Xylotrechus suzukii
Xylotrechus suzukii là một loài bọ cánh cứng trong họ Cerambycidae.